# Mon cher ennemi
Pour plus de détails, voir Fiche technique et Distribution.
Mon cher ennemi (How Harry Became a Tree, littéralement Comment Harry devint un arbre) est un film réalisé par Goran Paskaljevic et sorti en 2002. Son action se déroule en Irlande en 1924.

## Synopsis
En 1924 dans l’Irlande rurale, Harry Maloney a une terrible rancune pour George O’Flaherty, propriétaire du pub local ainsi que de la plupart des entreprises de la région. Un jour, le fils de Maloney, Gus, qui subit régulièrement des réprimandes de la part de son père, tombe amoureux de la servante de O’Flaherty, Eileen. George aide alors les deux à être ensemble mais cette relation permet à Maloney de créer un scandale.

## Fiche technique
- Titre original : How Harry Became a Tree
- Titre français : Mon cher ennemi
- Réalisation : Goran Paskaljević
- Scénario : Christine Gentet, Goran Paskaljević, Stephen Walsh et Zhengguang Yang
- Photographie : Milan Spasić
- Montage : Petar Putniković
- Musique : Stefano Arnaldi
- Pays d'origine :  Italie
- Format : couleurs - 35 mm - 1,85:1 - Dolby Digital
- Genre : comédie dramatique
- Durée : 99 minutes
- Dates de sortie :
  -  Italie : 8 septembre 2001 (Mostra de Venise 2001)
  -  France : 10 juillet 2002

## Distribution
- Colm Meaney : Harry
- Adrian Dunbar : George
- Cillian Murphy : Gus
- Kerry Condon : Eileen
- Pat Laffan : le père O'Connor
- Gail Fitzpatrick : Margaret
- Maighréad Ní Chonghaile : Maeve
- Des Braiden : le père de George
- Denis Clohessy : Tim

## Distinction
- Mostra de Venise 2001 : sélection en compétition